# Tenandry Church

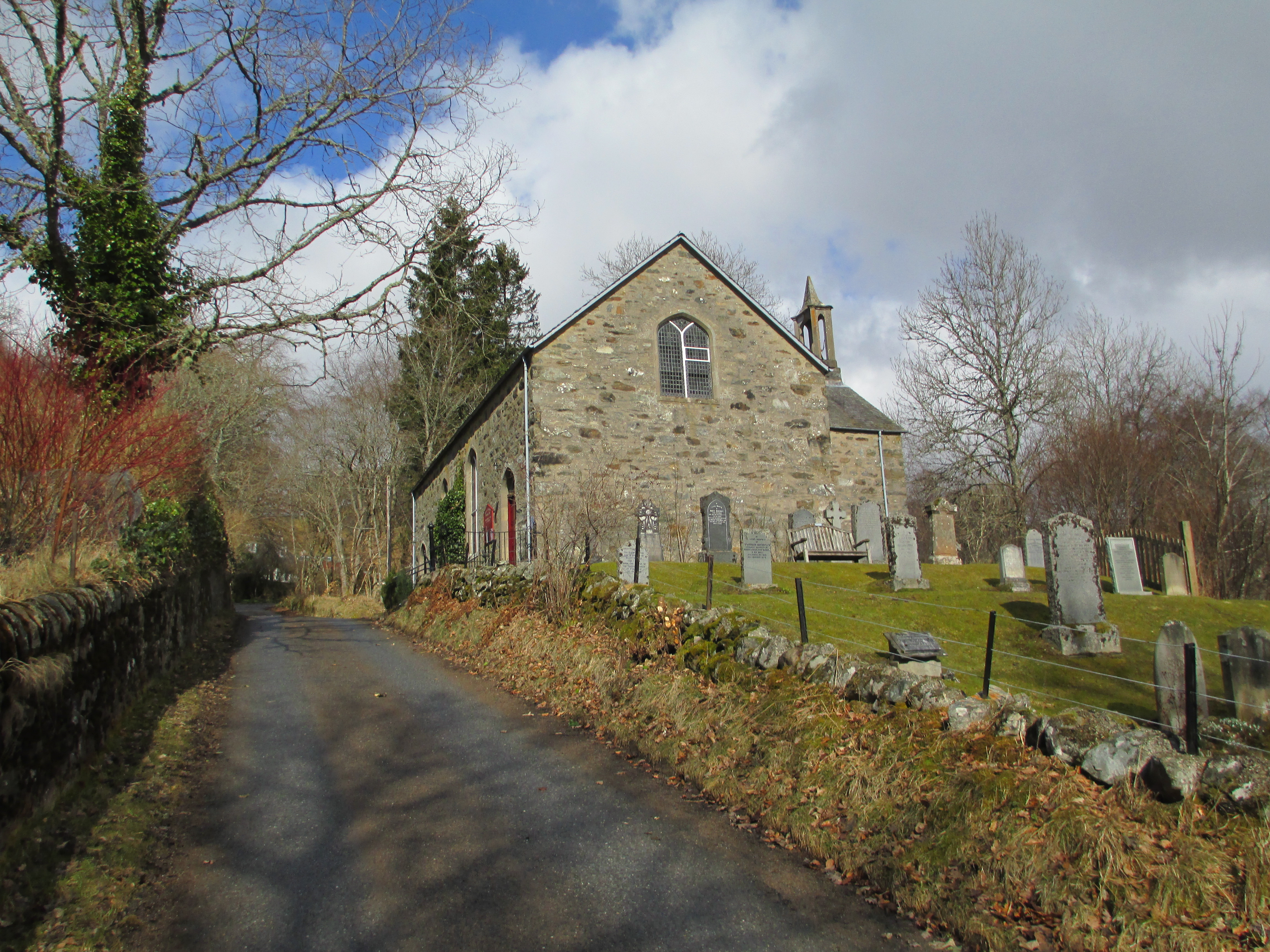
Die Kirche und der Friedhof

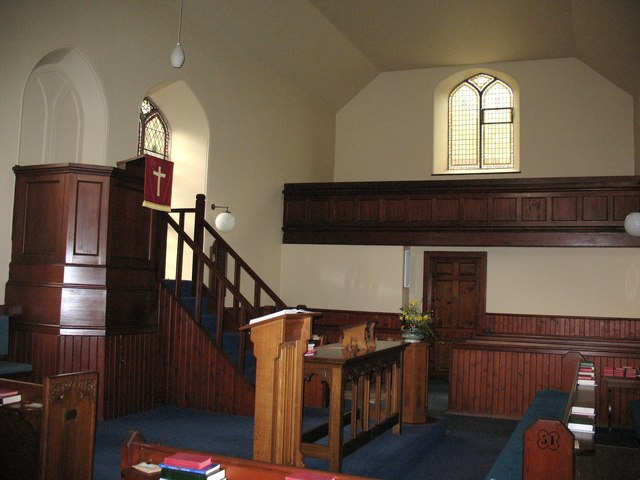
Die Kirche von innen

Die Tenandry Church ist eine Kirche in der Ortschaft Tenandry im Norden von Schottland. Das aus dem Jahre 1836 stammende Gebäude der Church of Scotland wurde aus Bruchstein und im Tudorstil errichtet. Es weist an der Seite einen Glockengiebel auf. Die Innenausstattung stammt von 1896.
Die Kirche ist seit 1971 als Listed Building der Kategorie B ausgewiesen und steht somit unter Denkmalschutz.